# Vedsäckmossa
Vedsäckmossa (Calypogeia suecica) är en levermossart som först beskrevs av H. Arn. och J. Perss., och fick sitt nu gällande namn av K. Müll.. Vedsäckmossa ingår i släktet säckmossor, och familjen Calypogeiaceae. Enligt den finländska rödlistan är arten sårbar i Finland. Enligt den svenska rödlistan är arten sårbar i Sverige. Arten förekommer på Gotland, Götaland, Svealand, Nedre Norrland och Övre Norrland. Artens livsmiljö är friska och lundartade naturmoar.